# جيرارد إي. لونش
جيرارد إي. لونش (بالإنجليزية: Gerard E. Lynch)‏ هو محامي وقاضي أمريكي، ولد في 4 سبتمبر 1951 في نيويورك في الولايات المتحدة.

## وصلات خارجية
- جيرارد إي. لونش على موقع إن إن دي بي (الإنجليزية)